# Nowa Pryłuka
Nowa Pryłuka (ukr. Нова Прилука, pol. hist. Przyłuka) – wieś na Ukrainie w obwodzie winnickim, w rejonie lipowieckim.

## Historia
Podczas okupacji hitlerowskiej, we wrześniu 1941 roku Niemcy utworzyli getto dla żydowskich mieszkańców. Przebywało w nim około 500 osób. w listopadzie 1941 roku Niemcy zlikwidowali getto, a Żydów zamordowali w Przyłuce. Sprawcami zbrodni było SD z Winnicy przy pomocy niemieckiej żandarmerii oraz ukraińskiej policji. 

## Urodzeni
- Selman Waksman